# Hadena khorassana
Hadena khorassana är en fjärilsart som beskrevs av Brandt 1947. Hadena khorassana ingår i släktet Hadena och familjen nattflyn. Inga underarter finns listade i Catalogue of Life.